# Washington (Louisiana)
Washington és una població dels Estats Units a l'estat de Louisiana. Segons el cens del 2000 tenia 1.082 habitants.

## Demografia
Segons el cens del 2000, Washington tenia 1.082 habitants, 459 habitatges, i 289 famílies. La densitat de població era de 485,8 habitants/km².
Dels 459 habitatges en un 29% hi vivien nens de menys de 18 anys, en un 34,2% hi vivien parelles casades, en un 25,9% dones solteres, i en un 37% no eren unitats familiars. En el 34,4% dels habitatges hi vivien persones soles el 15,3% de les quals corresponia a persones de 65 anys o més que vivien soles. El nombre mitjà de persones vivint en cada habitatge era de 2,36 i el nombre mitjà de persones que vivien en cada família era de 3,05.
Per edats la població es repartia de la següent manera: un 29,1% tenia menys de 18 anys, un 7,4% entre 18 i 24, un 24,7% entre 25 i 44, un 20,1% de 45 a 60 i un 18,7% 65 anys o més.
L'edat mediana era de 35 anys. Per cada 100 dones de 18 o més anys hi havia 74,3 homes.
La renda mediana per habitatge era de 12.177 $ i la renda mediana per família de 17.727 $. Els homes tenien una renda mediana de 36.250 $ mentre que les dones 14.479 $. La renda per capita de la població era d'11.607 $. Entorn del 45,6% de les famílies i el 48,4% de la població estaven per davall del llindar de pobresa.

## Poblacions més properes
El següent diagrama mostra les poblacions més properes.